# Ceuthomadarus atlantis
Ceuthomadarus atlantis är en fjärilsart som beskrevs av Lancelot A. Gozmany 1978. Ceuthomadarus atlantis ingår i släktet Ceuthomadarus och familjen Lecithoceridae. Inga underarter finns listade i Catalogue of Life.